# Parafia św. Anny w Olsztynie
Parafia Świętej Anny w Olsztynie – rzymskokatolicka parafia w Olsztynie, należąca do archidiecezji warmińskiej i dekanatu Olsztyn Północ. Została utworzona 25 kwietnia 1991. Kościół parafialny mieści się przy ulicy Morwowej. Parafię prowadzą księża diecezjalni.

## Proboszczowie parafii
- ks. Tomasz Komorski od 01.07.2022[1]
- ks. Adrian Bienasz 2017–2022
- ks. kan. Hubert Tryk 2014–2017
- ks. kan. Tadeusz Marcinkowski 2011–2014
- ks. Grzegorz Kurnatowski 2006–2011
- ks. prał. Marian Matuszek 1991–2006